# Kiefernwald

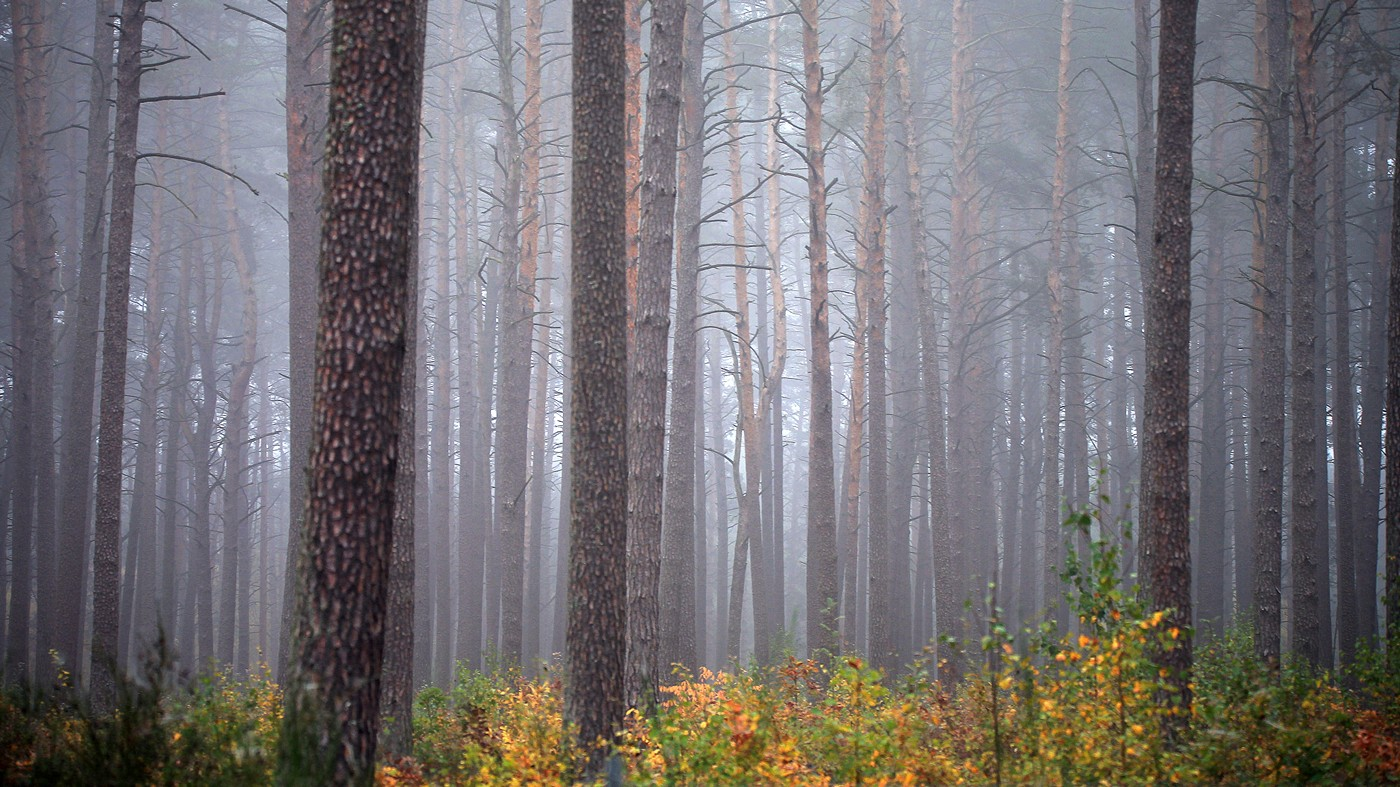
Herbstlicher Kiefernwald in Mecklenburg

Wie die artenreiche Gattung Pinus selbst, tritt Kiefernwald weltweit in verschiedensten Erscheinungsformen auf. In Mitteleuropa kommen drei Kiefernarten natürlich vor. Häufigste und verbreitetste Art ist die Waldkiefer (Pinus sylvestris). Sie ist überall die häufigste und im nördlichen Teil die einzige natürlich vorkommende Kiefernart. Nur in Österreich kommt selten die südeuropäisch-montan verbreitete Schwarzkiefer (Pinus nigra subsp. nigra) vor, in Deutschland wurde sie gelegentlich forstlich angebaut und ist verwildert, bildet aber keine natürlichen Wälder aus. Die formenreiche Bergkiefer (Pinus mugo) bildet in ihrer niederliegenden Form (subsp. mugo) Gebüsche im Gebirge an der Waldgrenze, ihre aufrechten Wuchsformen (subsp. uncinata und rotundata) können gelegentlich waldbildend auftreten. Als vierte Art könnte die Zirbelkiefer oder Arve (Pinus cembra) angeschlossen werden, die Wälder an der alpinen Waldgrenze ausbildet. Wegen ihrer völlig anders gearteten Ökologie werden diese hier nicht behandelt (vgl. dazu: Arven-Lärchenwald).

## Die Waldkiefer als Waldbaum
Obwohl die Waldkiefer wie beinahe alle Baumarten ihr Entwicklungsoptimum auf gut wasser- und basenversorgten Böden mittlerer Standortbedingungen hat, kann sie sich auf diesen gegen die Konkurrenz anderer Baumarten nicht behaupten. Durch die Konkurrenz wird sie auf extreme Standorte abgedrängt, auf denen ihr ihre besondere Genügsamkeit gegenüber extremen Standortverhältnissen zugutekommt, so dass ihr die konkurrenzüberlegenen Arten hierhin nicht folgen können. Natürliche Kiefernwälder sind in Mitteleuropa deshalb immer Wälder auf extremen Standorten. Sie kommen in drei ökologisch scharf geschiedenen Standortbereichen zur Vorherrschaft.
- Kalk-Trockenkieferwälder wachsen auf extrem trockenen, flachgründigen Böden über Kalkgestein. Baumarten sind Waldkiefer und Schwarzkiefer.
- Sand- und Silikatkiefernwälder wachsen auf nährstoffarmen, trockenen, extrem sauren Böden an der absoluten Nährstoffmangelgrenze des Waldes. Baumart ist die Waldkiefer.
- Kiefern-Moorwälder wachsen auf ebenfalls extrem sauren, aber wassergesättigten Böden, meist am Rand offener Hochmoore. Baumarten sind Waldkiefer und Bergkiefer.

Außer der Baumart Waldkiefer haben diese Waldtypen nicht eine einzige Pflanzenart gemeinsam. Dementsprechend werden sie im pflanzensoziologischen System unterschiedlich eingeordnet. Zur Gliederung der Kiefernwälder siehe unten.
Die Waldkiefer benötigt zur Keimung und zum Aufwachsen viel Licht, sie lässt ihrerseits viel Licht durch ihre Krone. Kiefernwälder, besonders natürliche auf mageren Standorten, weisen deshalb meist eine durchgehende Kraut- oder Moosschicht auf, in der auch Arten mit Verbreitungsschwerpunkt außerhalb der Wälder mit aufwachsen können. Durch ihre leichten, windverbreiteten Samen und ihre Genügsamkeit auf Rohbodenstandorten ist die Waldkiefer eine typische Pionierbaumart, die häufig als erste Baumart bei der Wiederbewaldung vorher waldfreier Standorte auftritt, im Verlauf der Sukzession aber vielfach durch andere Baumarten verdrängt werden kann, wenn sie durch Humusbildung den Standort so weit verbessert hat, dass diese gedeihen können. Da die Nährstoffverfügbarkeit auf sehr armen Böden mehr vom Humusvorrat als vom Ausgangsgestein abhängt, können Kiefernwälder heute auch „natürliche“ Waldgesellschaften an Stellen ausbilden, an denen die natürliche Bodendecke zerstört wurde oder erodiert ist. Durch Streunutzung und Waldweide verarmte Böden tragen deshalb heute als potenzielle natürliche Vegetation vielfach Kiefernwälder, obwohl sie aus Laubwäldern hervorgingen.

## Verbreitung der Kiefernwälder in Deutschland
Das natürliche Verbreitungsgebiet der Waldkiefer in Deutschland – und damit die Verbreitung der natürlichen Kiefernwälder – ist ein altes Streitthema in der Waldökologie. Ursächlich dafür ist der Übergangscharakter der Kiefernwälder und die weite Verbreitung gepflanzter Kiefernforsten außerhalb ihres Ursprungsareals. 
Durch den sehr leichten, weit fliegenden Pollen ist die Frage der Ausdehnung natürlicher Kiefernwälder (besonders nur kleinräumig eingesprengter) nicht durch die Pollenforschung entscheidbar. 
Belegt ist jedoch, dass die Waldkiefer im Präboreal, der Vorwärmezeit vor etwa 11.000 Jahren, zunächst ausgedehnte Wälder überall in Deutschland ausbildete. Diese Kiefernwälder wurden später mehr oder weniger weit verdrängt.
Heute nimmt man an, dass ausgedehnte natürliche Kiefernwälder vor allem im nordostdeutschen Flachland vorkamen. Der Forstwissenschaftler Herbert Hesmer und der Botaniker Fred-Günter Schroeder wiesen 1963 nach, dass Kiefernwälder in Nordwestdeutschland, mit Ausnahme winziger Reliktvorkommen an Moorrändern, hingegen natürlicherweise fehlten.
Die ausgedehnten Kiefernforste Niedersachsens und Westfalens wachsen vor allem anstelle ehemaliger Buchen- und Eichenwälder. In Süddeutschland kommen Kiefernwälder mehr oder weniger inselartig etwa in der Oberpfalz, im Oberrheintal, im Alpenvorland und verstreut in einigen Mittelgebirgen vor.

## Kiefernwaldtypen

### Kalk-Trockenkiefernwälder
Kiefernwälder auf flachgründigen Kalkböden sind artenreich und Heimat besonders seltener und auffallender Pflanzenarten, deshalb sind sie frühzeitig und ausgiebig erforscht worden. Die nur in Süddeutschland, v. a. im Alpenvorland verbreiteten Wälder wurden oft „Reliktföhrenwälder“ genannt, weil man sich vorstellte, sie seien Überbleibsel einer ehemals weit verbreiteten Vegetationsform aus der Nacheiszeit. Sie sind charakteristisch für die montane Höhenstufe der Alpen und der östlichen Mittelgebirge, wo sie neben Kalkfelsen auch auf dem Kalkschotter mancher Alpenflüsse wie Lech und Isar ausgedehntere Bestände bilden können. Ihre isolierte Stellung wird dadurch deutlich, dass sie im pflanzensoziologischen System eine eigene Klasse Erico-Pinetea mit der einzigen Ordnung Erico-Pinetalia bilden. Sie werden darin im Verband Erico-Pinion zusammengefasst. Auch die Schwarzkiefernwälder Österreichs gehören hierher. Namensgebend ist neben der Kiefer die Schneeheide (Erica carnea). Unter dem Schirm der meist schlechtwüchsigen Kiefern kommen wärmeliebende Straucharten wie Gewöhnliche Felsenbirne (Amelanchier ovalis), Echte Mehlbeere (Sorbus aria) und Wolliger Schneeball (Viburnum lantana) auf. In der sehr artenreichen Krautschicht mischen sich Arten mit Verbreitungsschwerpunkt oberhalb der Waldgrenze („dealpine“ Arten) mit Arten der Kalkmagerrasen und Waldbodenkräutern. Typische Arten sind Buchs-Kreuzblume (Polygala chamaebuxus), Ochsenauge (Buphthalmum salicifolium), Schwarzviolette Akelei (Aquilegia atrata) und Orchideenarten wie die Braunrote Stendelwurz (Epipactis atrorubens).

#### Reitgras-Kiefernwald
In der Assoziation Reitgras-Kiefernwald (Calamagrostio-Pinetum) werden die Kalkkiefernwälder der Nordalpen und ihres Vorlands zusammengefasst. Typisch ist, dass alpine Arten und feuchteliebende Arten höhere Anteile erreichen. Namensgebend ist das Berg-Reitgras (Calamagrostis varia).

#### Felsenwolfsmilch-Schwarzkiefernwald
Das Euphorbio saxatilis-Pinetum nigrae ist eine der beiden Assoziationen im natürlichen Areal der Schwarzkiefer. Diese wächst in den Gebirgen des Balkans nördlich bis zu den Karawanken und in einem abgetrennten („disjunkten“) Teilareal am Alpenostrand südlich von Wien, meist auf dem harten und verwitterungsbeständigen Dolomit. Zusätzlich zur Artenkombination des Reitgras-Kiefernwaldes tritt als Charakterart die Felsen-Wolfsmilch (Euphorbia saxatilis) auf.

#### Blaugras-Schwarzkiefernwald
Der Blaugras-Schwarzkiefernwald (Seslerio-Pinetum nigrae) ersetzt den Felsenwolfsmilch-Schwarzkiefernwald in tieferen Lagen. In ihm mischen sich Arten der Trockenrasen und der Flaumeichenwälder mit dealpinen Florenelementen. Häufigste Krautarten sind Kalk-Blaugras (Sesleria albicans) und Erd-Segge (Carex humilis).

#### Kalk-Trockenkiefernwälder der Mittelgebirge
In den süddeutschen Mittelgebirgen kommen Trockenwälder (der Waldkiefer) kleinflächig, manchmal nur als schmales Band zwischen Blaugrasrasen und Buchen- oder Eichenmischwäldern vor. In ihrem Artenbestand treten Arten der Kalkmagerrasen  hervor. Er ist Heimat seltener und bunt blühender Arten wie Rispige Graslilie (Anthericum ramosum) und Küchenschelle (Pulsatilla vulgaris). In der Artenkombination sind die Wälder der verschiedenen Mittelgebirge jeweils voneinander verschieden, so dass eine Vielzahl lokal verbreiteter Assoziationen beschrieben wurde.

### Sand- und Silikatkiefernwälder
Diese kommen auf nährstoffarmen, trockenen Böden, entweder auf Sand oder auf flachgründigen Böden über sauren Gesteinen vor. Sie sind nur im östlichen Mitteleuropa, im subkontinentalen Klima, natürlich verbreitet, konnten aber durch menschliche Förderung ihr heutiges Areal bis nach Nordwestdeutschland ausdehnen. Es ist dabei nicht möglich, natürliche und sekundäre Kiefernwälder anhand ihrer Artenkombination zu unterscheiden.
Folgende Assoziationen werden unterschieden:

#### Haarstrang-Kiefernwald
Der Haarstrang-Kiefernwald (Peucedano-Pinetum, auch Pyrolo-Pinetum), auch „Steppenkiefernwald“ genannt, ist kleinräumig im subkontinentalen Binnenland verbreitet, meist als Wiederbewaldungsstadium auf aufgelassenen Trockenrasen. Er wächst auf schwach sauren Böden (pH um 5) und ist sehr artenreich. Benannt ist die Gesellschaft nach dem Berg-Haarstrang (Peucedanum oreoselinum).

#### Krähenbeer-Kiefernwald
Der Krähenbeer-Kiefernwald wächst in Küstennähe zur Ostsee auf Dünen. Auch seine Böden sind nur schwach versauert. Typische Arten sind Schwarze Krähenbeere (Empetrum nigrum), Sand-Segge (Carex arenaria) und Moosauge (Moneses uniflora).

#### Weißmoos-Kiefernwald
Der Weißmoos-Kiefernwald (Leucobryo-Pinetum) wächst auf armen Sand- oder Silikatböden mit pH-Werten selten über 3. Meist weist er eine mächtige Rohhumus- oder Trockenmoderauflage aus kaum zersetzter Nadelstreu auf. Typisch für den Waldtyp sind ausgedehnte Moosdecken. Neben dem namensgebenden Weißmoos (Leucobryum glaucum) sind verschiedene Arten der Gattungen Hypnum und Dicranum (z. B. Dicranum scoparium), außerdem Ptilidium ciliare und Pleurozium schreberi häufig. Die Krautschicht besteht meist aus Beerensträuchern (Heidelbeere Vaccinium myrtillus und Preiselbeere Vaccinium vitis-idaea) oder säureertragenden Grasarten wie der Drahtschmiele (Deschampsia flexuosa). Viele Kiefernforste auf Sand weisen eine ähnliche Artenkombination auf.

#### Flechten-Kiefernwald
Der Flechten-Kiefernwald (Cladonio-Pinetum) wächst auf extrem mageren Standorten und bildet hier die Trocken- und Nährstoffgrenze des Waldes überhaupt. Obwohl es ursprüngliche Standorte auf Kuppen oder an Steilhängen geben mag, ist er meist durch Bodendegradation aus übernutzten Wäldern oder durch Wiederbewaldung von Heiden und offenen Binnendünen entstanden. Bodentyp ist ein Podsol oder Podsol-Ranker. Die Streuauflage und die Moosschicht sind viel schwächer entwickelt als im Weißmoos-Kiefernwald, dafür können Strauchflechten (der Gattung Cladonia, auch des Isländischen Mooses (Cetraria islandica)) aspektbestimmend sein. Der Flechtenkiefernwald ist nach der FFH-Richtlinie der EU ein schutzwürdiger Lebensraumtyp und soll durch die Ausweisung besonderer Schutzgebiete (des Systems „Natura 2000“) erhalten werden.

### Moor-Kiefernwälder
Die Stellung der Moorkiefernwälder im pflanzensoziologischen System war lange Zeit umstritten, weil es sich um sehr artenarme Übergangsbestände handelt, deren Arten fast alle auch außerhalb des Waldes vorkommen können. Heute werden meist alle Moorwälder (d. h. auch solche mit vorherrschend Moor-Birke Betula pubescens) in einer Klasse Vaccinio uliginosi-Pinetea sylvestris vereinigt. Die Moorkiefernwälder und Moorbirkenwälder werden sogar häufig in derselben Assoziation (Vaccinio uliginosi-Betuletum pubescentis Libbert) gefasst, weil sie sich außer in der vorherrschenden Baumart kaum unterscheiden. Moorkiefernwälder wachsen auf schwach ausgetrockneten Torfböden. Das können die trockeneren „Randgehänge“ der aufgewölbten, lebenden Hochmoore genauso sein wie langsam wachsende Moore (unter kontinentalerem Klimaeinfluss) oder vom Menschen schwach entwässerte Mooroberflächen. Namengebende Art ist die Rauschbeere (Vaccinium uliginosum), daneben kommen Torfmoose und Nässezeiger wie Rosmarinheide (Andromeda polifolia) und Scheiden-Wollgras (Eriophorum vaginatum) vor. Baumart kann sowohl die Waldkiefer wie die Bergkiefer (meist in der Unterart Moorkiefer) sein. Der Moorkiefernwald ist nach der FFH-Richtlinie der EU ein schutzwürdiger Lebensraumtyp und soll durch die Ausweisung besonderer Schutzgebiete (des Systems „Natura 2000“) erhalten werden.

### Tropische Kiefernwälder
In tropischen und subtropischen Gebieten von Mexiko, der Karibik und Mittelamerika und zu geringerem Ausmaß in Ostasien finden sich vor allem in halbtrockenen Höhenlagen ausgedehnte Wälder oder Waldsavannen der karibischen Kiefer sowie anderen Arten wie Pinus tecunumanii oder Pinus oocarpa, oft in Verbindung mit verschiedenen Eichenarten. Dieser Vegetationstyp wird vom WWF als Tropical and subtropical coniferous forests bezeichnet.

## Kiefernforste
Die Kiefer ist eine verbreitete Wirtschaftsbaumart. Ihr Anteil an der Waldfläche Deutschlands beträgt ca. 24 %, was etwa 2,5 Mio. ha an Kiefernbeständen entspricht. Damit ist sie die zweithäufigste Baumart nach der Fichte. Kiefernforste sind vielerorts besonders anfällig für Schadfaktoren wie Insektenkalamitäten und Schneebruch. Dies liegt teilweise daran, dass für die Bestandesbegründung nicht angepasste Ökotypen verwendet worden waren. Die besondere Anfälligkeit gegenüber Waldbränden spielt insbesondere in Norddeutschland eine Rolle, wo bei großen Schadfeuern Hunderte Hektar Wald vernichtet wurden. Es wird allerdings vermutet, dass die Waldkiefer, ähnlich einigen nordamerikanischen Kiefernarten, in gewisser Weise an Waldbrände angepasst ist und durch sie indirekt gefördert wird (weil ihre Konkurrenten noch stärker leiden).
Die natürlichen Kiefernwälder mit ihren extremen Bodenverhältnissen und den meist schlechtwüchsigen Kiefern sind wirtschaftlich nur von geringem Wert. Forstlich viel bedeutender sind Kiefernforsten, die anstelle anderer Waldtypen künstlich begründet wurden.